# トカゲの王
『トカゲの王』（トカゲのおう）は、入間人間による日本のライトノベル。イラストはブリキが担当している。電撃文庫（アスキー・メディアワークス）より2011年7月から刊行されている。
メディアミックスとして、守月史貴の作画によるコミカライズが『電撃マオウ』にて連載された。

## あらすじ
俺は超能力者だ。
常識から一歩はみ出した異端者であり、俺の両目に宿った力と、それを持つ俺自身には「世界を塗り替える」資格がある。俺はそう信じている。……まぁ、実際のところこの両目は色が変わるだけで何の意味も無いんだけど。
家に帰りたくないのはお決まり家庭の事情ってやつで、だから今日も俺はこの廃ビルで「能力開発」に勤しんでいた。この両目に秘められた眠れる力が覚醒することを願って。
なのに。
そこには死にかけで指がない男とか、露出過多な同級生とか、業界最強の殺し屋とか、空中ジャンプできる男とか、とにかくそんな連中がわらわら群がってきやがった。俺が憧れていたのはこんな世界だったっけ――――？

## 登場人物

### 主要人物
五十川 石竜子（いかがわ とかげ）
本作の主人公。中学三年生。両目の色を自在に変える（涙の色も目の色と同じになる）ことができる能力を持ち、その能力を自ら「リペイント」と名付けた。中二病の気があり、リペイントが能力開発によって更なる能力を覚醒させると謳っている。一方内心では、世界にいくつか存在する超能力に比べて自分の能力がいかに無力で無意味であるかということにコンプレックスを抱いている。ただし発動条件や使用回数といった制限を一切持たないという他の超能力にはない特徴も持っている。
彼が小学二年生の頃に両親は「教団」の信仰にハマり、現在では両親ともに教団の幹部に上り詰めている。信仰にハマった両親は目の色を変えられる息子を「悪魔の子」と呼ぶようになり、教祖の翼を見た瞬間ただの偽物だと看破した彼と両親は不仲になる。互いに自宅に帰ることが少なく、五十川家は酷い荒れようだという。
廃ビルの一件で殺し屋達の争いに巻き込まれ（正確には巣鴨が巻き込んだ）、体中をナイフで滅多刺しにされた挙句右目を奪われる。そして一度は心が折れかけるが、同じく巻き込まれた同級生の死体を見つけたことで「死にたくない」という思いが爆発し、リペイントを利用して「自分は最強である」という自己暗示をかけ、カワセミを撃退することに成功した。この一件以降人格が分裂を起こし、元々の人格と常に怯えている引きこもりの人格に二分された。普段は後者の人格が出ているが、リペイントによって切り替えることができる。
趣味はネットオセロ。上位ランクに位置する腕前だが、それによって倉科康一に目をつけられ誘拐されてしまう。そしてどうにかその手から逃れた後、巣鴨から依頼を受けたカワセミ、白ヤギ、ミミズの超能力を使い、倉科康一の講演会を利用して自らを神に選ばれたものとして喧伝することに成功し、ニュートラル友の会を乗っ取り新たな組織を設立。「神」を破る「王」となることを宣言した。
巣鴨 涼（すがも りょう）
石竜子の同級生。小学校の頃に数回石竜子と同じクラスに在籍したことがある、本人曰く「お金持ち」。その立場から殺し屋たちとも繋がりを持っており、彼らを利用して石竜子を様々なトラブルに巻き込む。一応本人は石竜子のためにやっているつもりらしいが、大抵の場合石竜子は洒落にならないほどひどい目にあう。
小学生の頃、石竜子のリペイントを見たことで石竜子の「目玉が」大好きになった（石竜子本人のことは目玉の色を変えられる装置程度にしか思っていない）。そして石竜子が望む裏の世界を体験させる代わりに目玉を一つもらうという取引を自分一人で勝手に決め、カワセミに命じて石竜子の右目を奪った。石竜子はその事に薄々感づいているが、彼女を女性として意識しているため考えないようにしている。
ナメクジ
本名は米原麻衣(まいばら　まい)。殺し屋。廃ビルの一件に加わっていた者の一人。その事件の際巣鴨の思いつきで右腕を奪われ、それ以降巣鴨に復讐するだけのために生きていくと誓っている。その巣鴨への憎悪と反発心は凄まじく、巣鴨と同じになりたくないという理由で「利用する者を許さない」という誓いを立てている。本名は米原麻衣。良いところのお嬢さん。
右腕を失って以降、巣鴨に関連する事柄を見ただけで暴走するようになっており、巣鴨に顔が似ているという理由だけで猪狩友梨乃誘拐の依頼を受ける。紆余曲折の末に彼女の護衛の依頼を受け、賭けオセロの会場に足を運んだ際、巣鴨を見つけたことで暴走し、周りの人間を殺しまくった結果多くの人間に恨みを買い、殺し屋たちの標的になった。

### その他
シラサギ
カルト教団の教祖。本名は宇白要。世界中から神様と呼ばれている少女。19歳。背中から『光の翼』を生やすことだけができる能力者。
超能力研究への支援を行っており、自らが「神」となるにあたって邪魔になった自分の過去を知る人間を全てその研究所に売り飛ばし抹殺している。
カワセミ
業界最強の殺し屋。真っ白な少年(白いカツラ着用)。子供の頃あらゆる物質を切り裂く超能力少年と地元のテレビ番組で取り上げられていた超能力少年Aくん。現在の雇い主はシラサギ。
目で見た物体を1センチメートルだけテレポートさせる能力を持つ。彼はこれを物体を切り離すのに使うことであらゆるものを切り裂く超能力としている。
灰ビルの一軒で巣鴨から依頼を受け、石竜子の右目を奪う。その後激昂した石竜子に襲撃され、激闘の末に敗北する。それ以降能力に使用回数の制限がついてしまった。
白ヤギ（シロヤギ）
殺し屋。年中浴衣を着用している。巣鴨の父親から涼の護衛に雇われている。能力者、女。
音を操る能力を持つ。
ミミズ
本名は清水。カワセミ、白ヤギと同じく業界でも有名な殺し屋。常に作務衣を着ている老人。他人の人差し指を操る能力を持つ。切り取った人差し指も操ることが出来る。肉体的に不可能な動きでも強制させることができるため、人間相手ならほぼ無敵とされる。
ナメクジ殺害の依頼を受け、その能力で彼女を圧倒するが、ナメクジの機転と一号の介入によって敗れ死亡。
猪狩 友梨乃（いかり ゆりの）
巣鴨涼に似ている元AV女優、本名は鹿川遊里。他人の心を読む能力者。鹿川成実の姉。
その能力を利用して賭けオセロの代打ちのバイトをしており、倉科康一を何度も負かしていたのだが、それによって狙われるようになってしまい、その依頼を受けて現れたナメクジに自分の護衛を依頼する。その後一度は倉科康一に捕らえられるが、ナメクジによって助け出され、自分と妹を守ってくれた礼として彼女の復讐に協力を約束した。
鹿川 （しかがわ なるみ）
トカゲの友人。猪狩友梨乃の妹。殺し屋とも超能力とも関わりのない一般人だったが、猪狩友梨乃を巡る事件に巻き込まれたことでシラサギの本名を知ってしまい、命を狙われる。だがその状況に追い詰められたことで心を読む能力を開花させ、それに興味を持ったカワセミに捕らえられた。
海亀産太郎
オセロの名手として有名な少女。掴んで引っ張ったものを伸ばす能力の持ち主。
そのオセロの腕に目をつけた倉科康一によって賭けオセロの代打ちに選ばれたが、猪狩友梨乃に負けてしまい、以来倉科康一に監禁されていた。その後誘拐されてきた石竜子と共に脱出に成功。石竜子から仲間に誘われるが、返答は保留中。現在たこ焼き屋でバイトしている
倉科康一
宗教団体「ニュートラル友の会」代表。シラサギの教団を超えることを目的としており、彼女が出資する超能力研究の情報を手に入れるため、賭けオセロの商品である雉間光にこだわっていた。超能力に関して強い関心を抱いており、強引な手段で超能力者を囲っていたが、石竜子を誘拐してしまったことで巣鴨に目をつけられ、石竜子のデビューに利用された挙句白ヤギに殺された。

## 既刊一覧
- 入間人間（著）・ブリキ（イラスト）、アスキー・メディアワークス〈電撃文庫〉、既刊5巻（2013年7月10日現在）
  - 『トカゲの王 I ―SDC、覚醒―』、2011年7月10日発売[2]、ISBN 978-4-04-870686-5
  - 『トカゲの王 II ―復讐のパーソナリティ―〈上〉』、2012年1月10日発売[3]、ISBN 978-4-04-886244-8
  - 『トカゲの王 III ―復讐のパーソナリティ―〈下〉』、2012年6月10日発売[4]、ISBN 978-4-04-886625-5
  - 『トカゲの王 IV ―インビジブル・ライト―』、2012年11月10日発売[5]、ISBN 978-4-04-891130-6
  - 『トカゲの王 V ―だれか正しいと言ってくれ―』、2013年7月10日発売[6]、ISBN 978-4-04-891752-0

## 漫画
- 入間人間（原作）・ブリキ（キャラクターデザイン）・守月史貴（作画） 『トカゲの王』 アスキー・メディアワークス〈電撃コミックス〉、全3巻
  1. 2012年10月27日発売[7]、ISBN 978-4-04-891052-1
  2. 2013年4月27日発売[8]、ISBN 978-4-04-891540-3
  3. 2013年8月27日発売[9]、ISBN 978-4-04-891841-1